# 根 (数学)

区间[-2π,2π]上的函数ƒ(x)=cosx，红色点为函数的根。

數學上，函數{\displaystyle f}的一個根（或稱零點）是{\displaystyle f}的定義域{\displaystyle D}中適合{\displaystyle f(x)=0}的元素{\displaystyle x}。
例子：
- 若{\displaystyle f(x)=\cos {\mbox{ }}x}是實數域上定義的函數，它的根是所有形如{\displaystyle {\frac {\pi }{2}}+k\pi }的數（{\displaystyle k}為整數）。
- 若{\displaystyle f(x)=x^{3}+x^{2}+4x+4}是實數域上定義的函數，它的根是{\displaystyle x=-1}。若{\displaystyle f}的定義域擴展至複數，則它會多了兩個根{\displaystyle x=2\mathrm {i} ,-2\mathrm {i} }。